# シャモリーン
シャモリーン（スロバキア語: Šamorín、[ˈʂamɔriːn]、ハンガリー語: Somorja、ドイツ語: Sommerein）は、スロバキア・トルナヴァ県にある町である。

## 名称
名前は聖母マリアに由来し、1285年にヴィラ・サンクティ・マリエ（'villa Sancti Marie）の名で登場した。その後、ゼント・マリア（Zent Maria）、シャマリア（Samaria）、ショモリア（Somoria）、シャモリーンと訛っていった。

## 地理
ジトニー島に所在しており、首都ブラチスラヴァからは南東に17km、ドゥナイスカー・ストレダからは西に25kmの地点に位置している。行政的にはトルナヴァ県ドゥナイスカー・ストレダ郡に属する。

## 歴史
出土品からは新石器時代や銅器時代には既に生活が営まれていた事が窺える。青銅器時代や鉄器時代に入ると史料にも集落の存在が言及されるようになった。2008年の研究では中世初期の建物跡が確認された。
モンゴル帝国侵攻後はドイツ人が定住するようになり、町の中心的存在となっていった。彼らはブラチスラヴァから定住する許可を得て、中世が終わるまでの間この地に住んでいた。当時、他の民族としてはペチェネグやセーケイ人が居住していた事が文献に残っている。
ハンガリー人が進出したのは1238年に初めて言及され、エックレシア・サンクテ・マリアエ（ecclesia Sancte Mariae）として記述されている。中世ではドナウ川沿いの重要な港、そしてジトニー島の交易中心地として、農業とともに町の発展に大きく貢献した。しかしブラチスラヴァが発展すると取って代わられ衰退、1405年には自由王国都市の座も失った。16世紀に入ると魔女裁判で再び知られた町となった。
オーストリア＝ハンガリー帝国が崩潰すると、チェコスロバキア共和国軍が進駐、トリアノン条約によって同国領となった。1938年に第一次ウィーン合意で再びハンガリー領となるが、1945年にチェコスロバキア領に戻り、ビロード離婚を経てスロバキア領となっている。

## 人口
2014年の国勢調査によると、人口は1万3028人であった。
1910年の調査では、2699人（92.12%）がハンガリー人、112人（3.82%）がドイツ人、114人（3.89%）がスロバキア人であった。2011年の調査では、7309人（56.1%）がハンガリー人、4365人（33.51%）がスロバキア人、63人（0.48%）がチェコ人で、その他が989人であった。2021年にはハンガリー人の比率は49.55%、スロバキア人が41.11%と、スロバキア人の割合が増加してきている。
宗教的には2001年の調査で75.27%がローマ・カトリック、4.42%がプロテスタント、11.75%が無宗教乃至他宗教であった。2021年の調査では45.32%がローマ・カトリック、3.31%がプロテスタントとなっており、新旧ともに信徒数が低下している。

## 地区
シャモリーンは5地区から構成されている。具体的にはシャモリーン、ブチュハーザ（スロバキア語: Bučuháza、ハンガリー語: Bucsuháza）、チリストヴ（スロバキア語: Čilistov、ハンガリー語: Csölösztő）、クラーロヴィアンキ（スロバキア語: Kráľovianky、ハンガリー語: Királyfia）、ミレチノ（スロバキア語: Mliečno、ハンガリー語: Tejfalu）である。

## 姉妹都市
以下の都市と姉妹都市提携を結んでいる
- モションマジャローヴァール
- ハインブルク・アン・デル・ドナウ
- ゲオルゲニ
- ライデルドルプ